# خوان مانوئل فانخیو
خوان مانوئل فانخیو (انگلیسی: Juan Manuel Fangio؛ زاده ۲۴ ژوئن ۱۹۱۱ – درگذشته ۱۷ ژوئیهٔ ۱۹۹۵) یک راننده فرمول یک اهل آرژانتین بود.
فانجیو به عنوان یکی از برترین راننده های تاریخ فرمول یک شمرده میشود که با پنج عنوان قهرمانی رتبه سوم بیشترین قهرمانی در تاریخ فرمول یک را دارد.
همچنین فانجیو دارای رکورد بالاترین درصد برد نسبت به تعداد مسابقه خود با ۵۶ درصد است.
رکورد بیشترین قهرمانی فانجیو تا چندین دهه دست نخورده باقی مانده بود تا مایکل شوماخر در سال ۲۰۰۴ رکورد فانجیو را شکست.